# Пуреш
Пуреш (Каназор Пуреш) или Пурекош (? — 9 апреля 1241) — мокшанский царь (каназор), глава раннефеодального политического образования мокшан, (в русских источниках упоминается как «Пурешева волость»), объединявшего ряд княжеств. Имел сына Атямаса и дочь Нарчатку. В русских летописных сводах XII и XIII веков Пуреш упоминается как современник Пургаса и его основной соперник.

## Поволжье
Земли, объединённые под властью Пуреша, включали бассейны рек Цны, Вада, среднего течения рек Мокши и Суры.
С 1220 года — союзник владимирского князя Юрия Всеволодовича в войне с Пургасом и булгарским ханом Алмушем за устье Оки. Поддерживал союзнические отношения с половецким ханом Котяном.
Согласно Лаврентьевской летописи, в 1229 году

того же лета победи Пургаса Пурешев сын с Половци, изби Мордву и всю Русь Пургасову, а Пургас едва вмале утече

Нашествие монголо-татар в сентябре 1237 года поставило Пуреша перед выбором, так как его владения, расположенные в лесостепной зоне, были открыты для монгольской конницы. Приняв предложение Батыя, Пуреш стал его вассалом и вместе со своим войском сопровождал монголо-татар в их походе в Центральную Европу.

## Европейский поход
В начале 1241 года войско Пуреша участвовало во взятии Люблина и Завихоста в качестве авангарда монгольской армии. Во время осады крепости Сандомир в феврале и Кракова в марте 1241 года мокшане понесли значительные потери.
Накануне битвы при Легнице (1241 год) Пуреш повёл тайные переговоры с Генрихом Благочестивым о переходе на сторону немцев и богемов, надеясь при их поддержке выйти из-под власти Батыя. После тайных переговоров 8 апреля 1241 года Пуреш отказался воевать с немцами, ссылаясь на большие потери, и сказал Субэдэю, что его воины устали. Субэдэй приказал отвести мокшанское войска в тыл на отдых и сдать оружие вставшим на их место. Он обещал дать воинам Пуреша новое оружие, которое доставляли обозами из тыла. В ночь на 9 апреля монголы перебили многих из них спящими. Первыми были убиты каназор Пуреш и его сын Атямас. Те, кому удалось бежать, вернулись в земли мокшан и сообщили о том, что произошло, Нарчатке, дочери Пуреша. Нарчатка, во главе собранной ею армии, опустошила тылы монголов. Следующим этапом монголо-мокшанского противостояния стало Золотарёвское побоище (миноритарная точка зрения).

## Хроники и летописи, упоминающие Пуреша
- Полное собрание русских летописей (ПСРЛ). Т. 1. М., 1997.
- Itinerarium fratris Willielmi de Rubruquis de ordine fratrum Minorum, Galli, Anno gratia 1253. ad partes Orientales.

## Образ царя Пуреша в литературе
- Образ царя Пуреша ярко изображён в психологической драме А. И. Пудина «Каназор»[8].
- Пуреш является одним из основных действующих лиц в эпической поэме Я. Я. Кулдуркаева «Эрьмезь»[9].